# جيمس س. سميث
جيمس س. سميث (بالإنجليزية: James C. Smith)‏ هو محامي أمريكي، ولد في 25 مايو 1940 في جاكسونفيل في الولايات المتحدة.